# 自己採点
自己採点（じこさいてん）とは、受験した試験の結果を受験者本人が採点することである。

## 概要
自己採点は、受験者自らが試験の結果を採点することで、その試験における自己の評価がどのようであるかを知るために行われる。自己採点が行われる場面としては次のような場面が考えられる。
1つ目は、正式な採点を実施者が行うものの、その得点が公表されないまたは公表されるまでに時間がかかる場合である。入学試験や採用試験などの選抜では、試験問題や解答は比較的速やかに公表されるものの、受験者の得点は直ちに分からない。しかし、その結果によって合否や、その後の受験者の行動に大きく影響を及ぼす。そのため速やかに自らの得点を知る必要がある。代表例として、大学入学共通テストやその前身の大学入試センター試験が挙げられる（後述）。
2つ目には、実施者が正式な採点を行わない試験・テストについて、公表された模範解答を元に受験手が自ら採点を行う場合である。学校の授業等で行う小テストや模擬試験などが例である。多くの場合このような試験・テストは、試験結果そのものを何らかの評価に用いることがなく、受験者の習得内容の確認を主な目的としている。そのため試験終了後すぐに模範解答が公表されたり、試験の実施者が試験内容の要点を解説したりすることもある。
どのような試験についてもたいてい模範解答またはそれに準ずるものが公表されるが、自己採点を行う場合、これらは不可欠である。しかし模範解答またはそれに準ずるものが速やかに公表されない場合、受験者相互による情報交換も自己採点の一種といえよう。前者のほうが自己採点結果の正確性は高いといえるが、いずれの方法を用いたにせよ、自己採点の結果が正式な試験結果と異なることも大いに考えられる。例えば解答欄を間違えた、誤字や脱字があった、自ら書いた解答を誤認した、受験者と採点者との間で解答に対する主観が異なる、などがその大きな理由である。

### 自己採点に適した試験
このような理由から、自己採点しやすい試験は、解答選択式の試験ということができる。解答選択式の試験は記述式試験と違って主観に左右されず、採点基準も明確であるために、過大評価・過小評価をする可能性が少なく、比較的容易に正確な結果を出すことが出来ると考えられるからである。しかし、それでも自己採点の結果が実際の結果と正確であると断言することはできないことを、受験者は心得ておかなければならない。

## 大学入学共通テストの自己採点

### 意義
大学入試共通テスト（共通テスト）の場合、大学入試センターに自己の得点開示を希望しても結果を知ることが出来るのは翌年度の春である。そのため、共通テストの結果を自己採点によって前もって知ることは、国公立大学や共通テストの結果を利用する私立大学の入試で出願する大学や学部、学科、受験方式を決める大きな要素となる。

### 正解と配点の入手方法
共通テストの正解と配点は、各試験日の夜に大学入試センターのウェブサイトにて発表される。また、試験時間の数時間後には各予備校がインターネット上で「解答速報」として解答を配信している。試験翌日の新聞に正解を掲載する新聞社もある。

### 自己採点結果集計サービス
全国の受験者から自己採点結果を集め、平均点や各大学のボーダーラインを発表するサービスが大手予備校やベネッセコーポレーションなどのサービス企業によって行われている。多くの場合は全国規模であり、ほとんどの進学校は学校単位で利用する。

#### 共通テストリサーチ
共通テストリサーチとは河合塾が無料で共通テストの自己採点結果を全国規模で集計・分析し国公立大学二次試験・私立大学共通テスト利用入試の合否判定などの情報を提供しているサービスである。このシステム自体は三大予備校の中では河合塾が最初にはじめている。かつてはテレビ放送での速報にて情報を提供していた。パソコンによる志望校判定システム「バンザイシステム」とあわせて用いられる。

#### データネット
データネットとは、ベネッセコーポレーションと駿台予備学校が無料で共通テストの自己採点結果を全国規模で集計・分析し国公立大学二次試験・私立大学共通テスト利用入試の合否判定などの情報を提供しているサービスである。共通テストの翌々日までに「集計カード」を各地の駿台予備校か特設会場に提出するか、速達で郵送することにより、データ集計が行われ、試験から4日後には、データが返却される。返却郵送費は自己負担。駿台・ベネッセの記述模試とのドッキング判定もなされる。

#### 提供を終了したサービス

##### センターリサーチ
センターリサーチとはかつて代々木ゼミナールが無料で大学入試センター試験の自己採点結果を全国規模で集計・分析し国公立大学二次試験・私立大学センター利用入試の合否判定などの情報を提供していたサービスの事である。毎年40万人超が利用していたが、2014年度をもって終了した。